# Shewanella
Shewanella es el único género de Shewanellaceae, una familia de bacterias gram-negativas marinas que se encuentran en aguas dulces superficiales y fosas marinas más profundas.
Al año 2020 se describían sobre 70 especies de este género. S. oneidensis es una bacteria que puede reducir los metales pesados tóxicos y puede vivir en cualquier tipo de ambiente, con o sin oxígeno. Esta proteobacteria fue aislada por primera vez en el lago Oneida, Nueva York en 1988, de donde deriva su nombre. Esta especie también se refiere a veces como Shewanella oneidensis MR-1, indicando que "la reducción de metales", es una característica especial de este organismo en particular. S. oneidensis es una bacteria facultativa, capaz de sobrevivir y proliferar en condiciones aeróbicas y anaeróbicas. Es una bacteria mesófila capaz de sobrevivir en ambientes con una temperatura cercana a los 0 °C, aunque entrando en una fase de latencia y crecimiento lento.
El especial interés en Shewanella oneidensis MR-1 gira en torno a su comportamiento respiratorio flexible en un ambiente anaeróbico contaminado por metales pesados y solubles como el hierro, plomo, e incluso el uranio, convirtiéndola en un candidato para ser utilizada en técnicas de biorremediación. El mecanismo que utiliza S. oneidensis para dicho metabolismo es debido a la presencia de un citocromo llamado cymA, un transportador de electrones presente en la membrana citoplasmática que transporta los electrones al elemento para finalmente ser reducido. La respiración celular de estas bacterias no se limita a los metales pesados; dicha bacteria también puede usar sulfatos, nitratos y cromatos cuando crece anaeróbicamente.

## Formación de película
La película es una variedad de biofilm que se forma entre el aire y el líquido en el que las bacterias crecen. En este biofilm, las células bacterianas interactúan entre sí para proteger a su comunidad y cooperar metabólicamente (comunidades microbianas). En S. oneidensis, la formación de esta película es típica y también se relaciona con el proceso de reducción de metales. Esta película se forma normalmente en tres etapas: las células unidas a la superficie triple: medio de cultivo, aire y líquido, acaban desarrollando una biopelícula a partir de las capas de las células iniciales. El proceso de formación de película consiste en una serie de actividades microbianas importantes y sustancias relacionadas. Para las sustancias poliméricas extracelulares son necesarias numerosas proteínas y otras macromoléculas biológicas.
Curiosamente, muchos cationes metálicos también son necesarios en el proceso. El control EDTA y numerosas pruebas en presencia/ausencia de cationes, demuestran que el Ca (II), Mn (II), Cu (II) y Zn (II) son esenciales en este proceso, probablemente funcionen como parte de una coenzima o un grupo prostético. El Mg (II) tiene un efecto parcial, mientras que el Fe (II) y Fe (III) no sólo son innecesarios sino incluso inhibitorios hasta cierto punto. En cuanto a las estructuras celulares, los flagelos se consideran que contribuyen a la formación de película. Sin embargo, las cepas mutantes que carecen de flagelos aún puede formar película, sólo que con una velocidad de progreso mucho más lenta.